# 쿠바 배구 국가대표팀
쿠바 배구 국가대표팀(스페인어: Selección de voleibol de Cuba)은 쿠바를 대표하여 국가대항전에 참가하는 배구 국가대표팀으로 쿠바 배구 연맹에 의해 운영된다.